# Kobus megaceros
 (novembre 2024).
Si vous disposez d'ouvrages ou d'articles de référence ou si vous connaissez des sites web de qualité traitant du thème abordé ici, merci de compléter l'article en donnant les références utiles à sa vérifiabilité et en les liant à la section « Notes et références ».
Cobe de Madame Gray
Espèce
Statut de conservation UICN

 EN A2a : En danger
Le Cobe de Madame Gray (Kobus megaceros), aussi appelé Cobe du Nil, est une espèce d'antilopes de la famille des Bovidae restreinte au Soudan du Sud et à l'Éthiopie.

## Description
Il est très semblable au Cobe de Lechwe . C'est une antilope de taille moyenne, mais les femelles sont plus petites. Seul le mâle a des cornes, mais elles sont implantées plus verticalement que celles du cobe de Lechwe. Leurs sabots principaux sont longs et étroits, et leurs sabots latéraux sont larges et forts. Ils ont l'arrière des paturons velu. Ils ont deux glandes inguinales et quatre mamelles. Les mâles matures sont brun doré et ont un dessus variant jusqu'au brun noir roussâtre à brun noir, la tête et le cou plus foncés que le dos, avec des rayures blanches sur le cou et sur le garrot. La femelle a le dessus jaune à châtain. Elle n'a pas de raie nuchale ni selle du garrot. Les jeunes sont comme les femelles. Comme le Cobe de Lechwe et le Sitatunga, ses sabots sont parfaitement adaptés aux terrains marécageux, ce qui fait de lui une antilope semi-aquatique/semi-terrestre. Leurs sabots particuliers (longs et écartés) leur permettent de ne pas s'enfoncer dans les sols boueux, mais également de nager mieux que les autres antilopes.

### Dimensions
- Longueur du corps : 160 à 180 cm pour les mâles et 130 à 150 cm pour les femelles.
- Longueur des cornes : 60 à 90 cm (absentes chez les femelles).
- Longueur de la queue : 40 à 50 cm.
- Hauteur au garrot : environ 120 cm pour les mâles, contre 90 cm pour les femelles.
- Poids : 40 à 70 kg pour les mâles et 30 à 60 kg pour les femelles.

### Sens
Il a une bonne ouïe, une bonne vue diurne et un bon odorat. Comme beaucoup d'antilopes, ses sens sont très développés, il peut donc facilement détecter un danger.

### Activité
Ils sont surtout diurnes, ils se reposent au milieu de la journée.

### Longévité
Généralement 10 ans dans son habitat naturel et jusqu'à 21 ans en captivité.

## Répartition
Sud du Soudan, marais de la région du Nil blanc (Bahr-el-Gebel, Bahr-al-Gazal, Bahr-el-Chabal, Sobat, Pibor, etc.) en arabe (  بيبور، سوبات، بحر الشابال، بحر الغزال، بحر الجبل), Sud Ouest de l'Éthiopie le long des rivières (Baro et Gela).

## Environnement

### Habitat

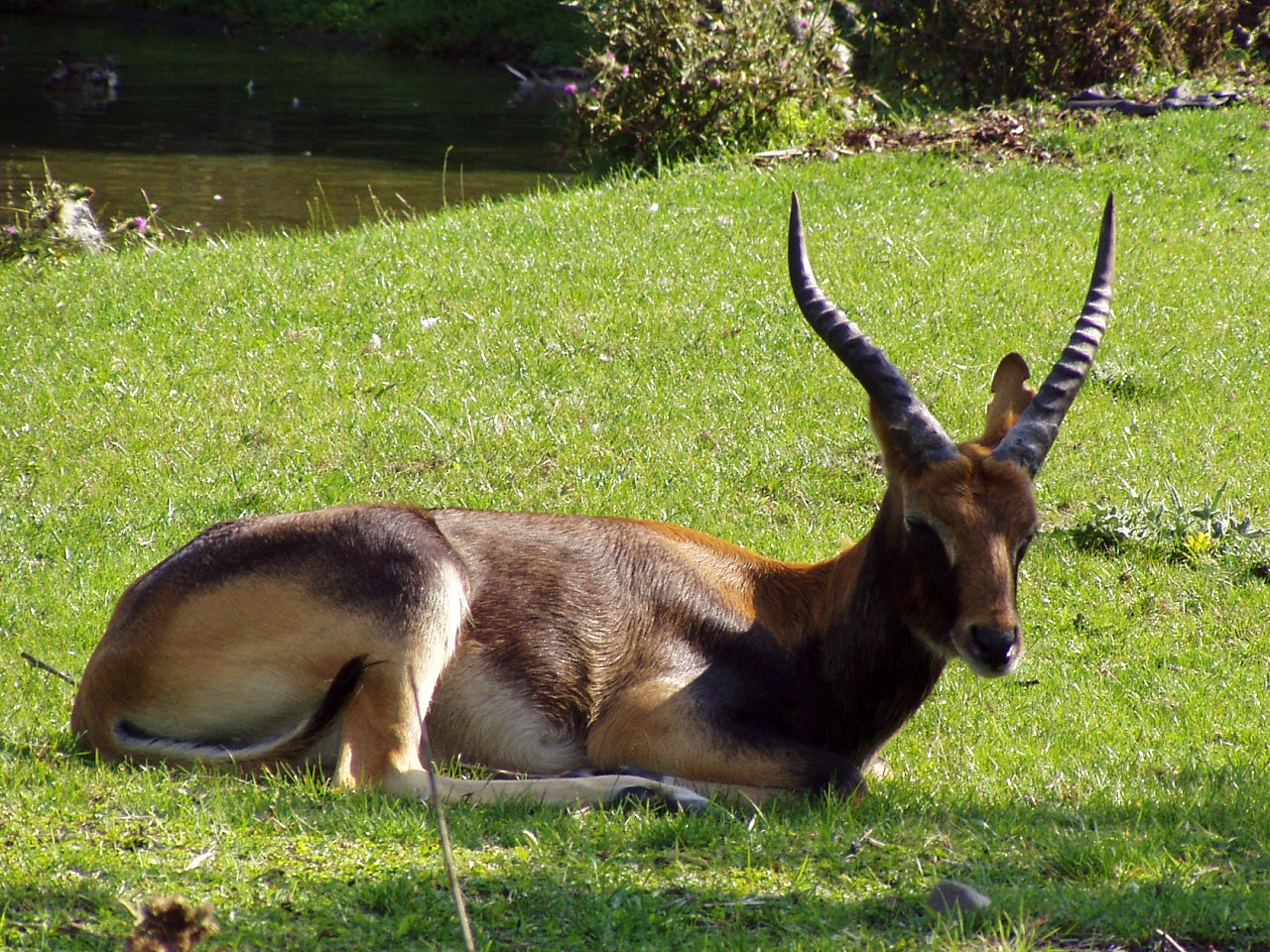
Cobe de Madame Gray (jeune mâle).

Ils vivent dans le marais, prairies sèches ou inondées ou à végétation herbacée rase et de là jusqu'aux roselières denses et hautes. Il est souvent trouvé dans des eaux peu profondes de 10 à 40 cm de profondeur en général.

### Prédateurs
Ils ont comme prédateurs les  lions, les léopards, les lycaons et les crocodiles. Ils ont une influence faible car leur habitat leur offre une protection naturelle. En outre, l'espèce nage et plonge très bien. L'homme est leur principal ennemi (chasse, destruction d'habitat). Ils sont rapides sur terrains aquatiques (67 km/h), mais moins rapides sur sols secs (33 km/h).

### Comportement social
Ils sont sociaux, ils se tiennent en troupe de 50 à des centaines ou même des milliers de bêtes. Les mâles font souvent du voisinage des troupeaux pour trouver une femelle.

## Alimentation

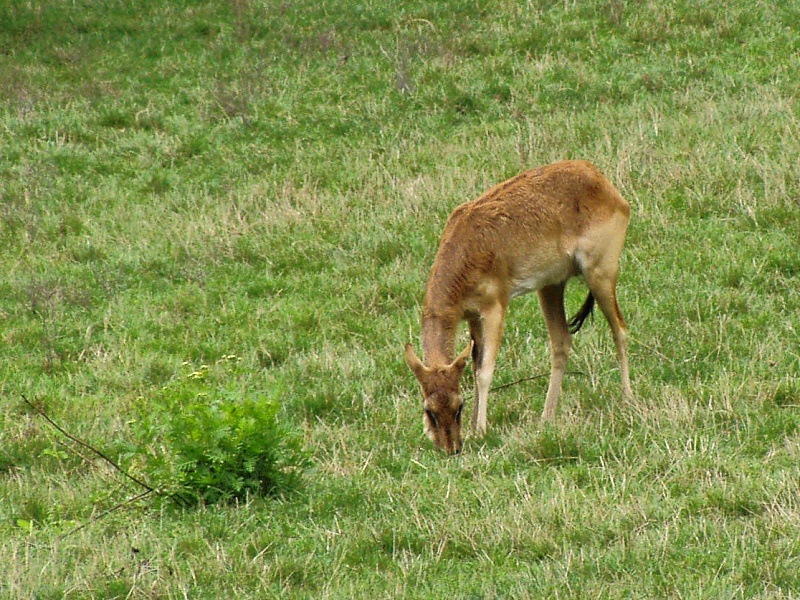
Cobe de Madame Gray (femelle).

Ils se nourrissent de plantes herbacées et de plantes aquatiques.

## Reproduction
- Nombre de jeune par portée : 1.
- Poids du jeune à la naissance : 4,5 kg à 5,5 kg.
- Gestation des femelles : 7 à 9 mois.
- Sevrage des jeunes : 5 à 6 mois.

Ils atteignent la maturité sexuelle à l'âge de deux ans.

## Captivité
Il est assez représenté dans les zoos, où il se reproduit et s'élève assez facilement.
Depuis 1996, cette espèce fait l’objet d’un programme d’élevage en captivité (EEP) coordonné par Nick Lindsay du Whipsnade Wild Animal Park (Angleterre). La population augmente au cours des années et on rencontre des cobes de Madame Gray dans plus d'une vingtaine de parcs zoologiques européens pour une population intéressante d'environ 250 animaux. Ce grand nombre d’individus est obtenu par la présence de cette espèce dans de nombreux parcs ayant de grandes prairies à leur offrir.
En France, on peut en trouver dans 6 parcs, dans le cadre d'une plaine africaine :
- parc zoologique de Lisieux ou Cerza ;
- espace zoologique de La Boissière-du-Doré ;
- parc de la Tête d'Or ;
- parc du Reynou ;
- parc zoologique de Lunaret à Montpellier ;
- réserve Africaine de Sigean.

## Statut - Conservation
Il est classé Vulnérable depuis 1994, il ne reste plus que 30 000 individus dans la nature, à cause du braconnage et de la destruction de son habitat.